# Izosafrol
Izosafrol – organiczny związek chemiczny, główny prekursor do syntezy MDP2P, używanego do otrzymywania MDMA i MDEA. Izosafrol otrzymuje się zwykle przez izomeryzację safrolu.
Występuje w postaci izomerów cis i trans.